# 에스타디오 로마노
에스타디오 로마노(스페인어: Estadio Romano)는 스페인 엑스트레마두라주 바다호스도 메리다에 위치한 다목적 경기장이다. 주로 축구 경기에 사용되고 있으며 메리다 AD의 홈구장이다. 14,600명을 수용할 수 있으며 1954년에 개장했다.